# 피오르드랜드펭귄

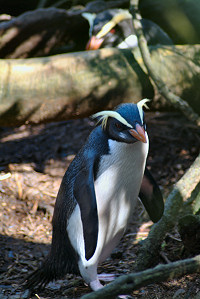
Eudyptes pachyrhynchus

피오르드랜드펭귄(Eudyptes pachyrhynchus)은 왕관펭귄속의 펭귄 종이다. 뉴질랜드의 피오르드랜드에 산다. 마오리어로는 타와키라고 한다.